# Дидойцы
Дидойцы (дидои), це́зы (цез. цези от «це» — орёл) или цунтинцы (авар. цӏунтӏал от «цlум» — орёл) — один из коренных дагестанских народов входящий в группу цезских народов.

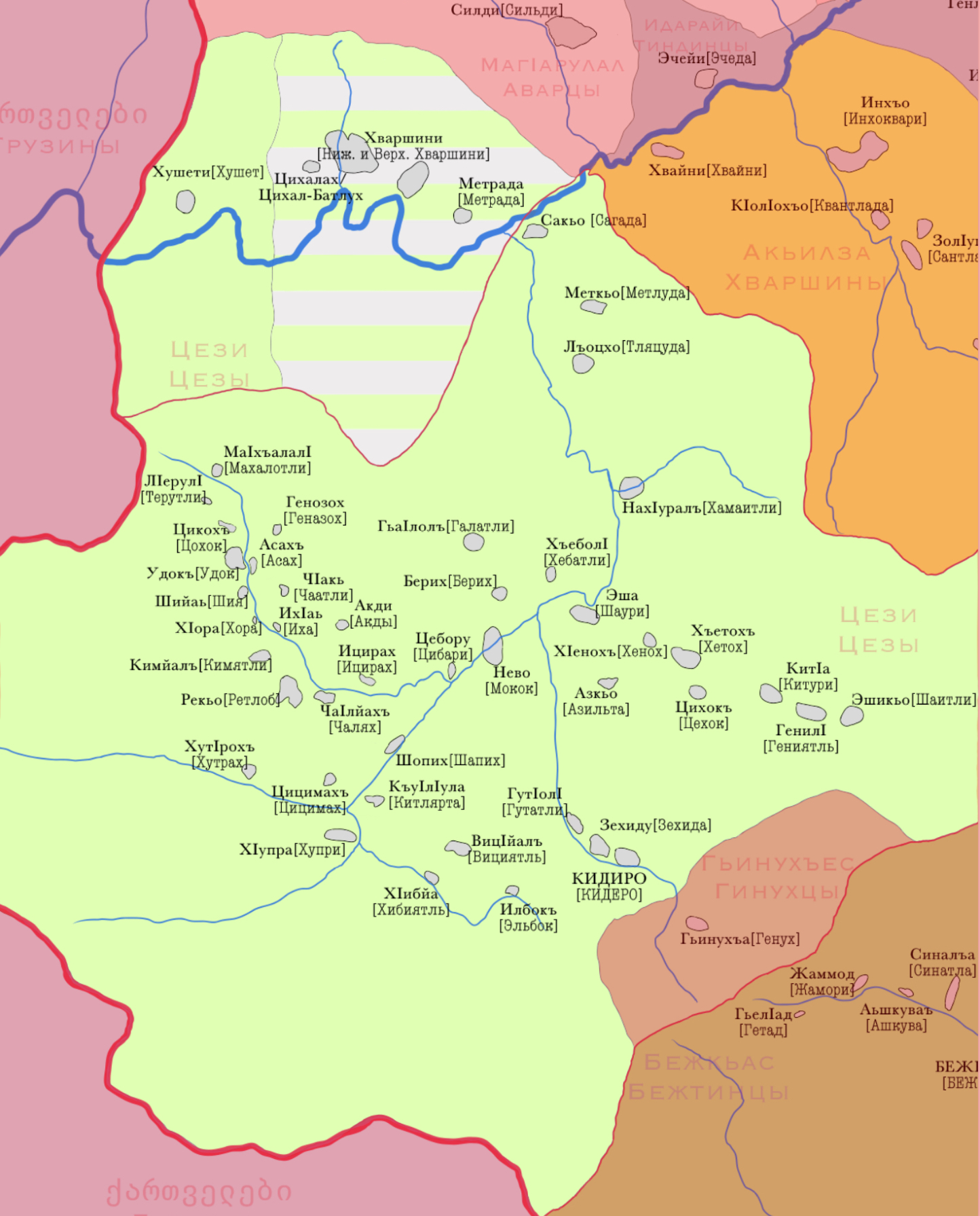
Дидойские сёла в горной зоне. Названия приведены на цезском языке.

Дидойцы являются народом цезской группы, одним из малочисленных народов юго-западного Дагестана, проживающим в Цунтинском районе республики. Проживают также в Грузии. Говорят на цезском (дидойском) языке. Распространены также русский и аварский языки. Письменность на аварском языке на основе русской графики. Верующие — мусульмане-сунниты.

## Расселение
На территории Дагестана дидойцы составляют основное население Цунтинского района, а также проживают в селе Хушет Цумадинского района и в селении Выше-Таловка Кизлярского района. Дидойцы составляют часть населения поселка Шамхал, и сёл Кироваул, Стальское, Комсомольское Кизилюртовского района и Муцалаул Хасавюртовского района.
В Грузии живут в Кахетии и Тушетии.
По мужской линии у дидойцев встречаются следующие гаплогруппы:
1. J1-99,22 %
2. J2-0,78 %

## История

### В античность и средние века
В сочинениях античных авторов Плиния Старшего (I век) и Клавдия Птолемея (II век) упоминается кавказское племя дидури. Под этим названием известна (до середины XI века) конфедерация союзов сельских общин, включавшая многие горские народы Западного Дагестана. С конца XV века дидойцы — чисто этническое понятие.
Перед вторжением арабов в Дагестан в 640-е годы, источники сообщают об отдельной области Дудании — возможно, это земли дидойцев, известные в грузинских источниках под названием Дидоэти. Известно, что арабы под руководством своего полководца Мервана, собирались свершить поход на «язычников» дуданийцев (вероятно, дидойцев) в 744 году, но, в самый разгар, Мерван получил известие, что в Дамаске убит его родственник — халиф, а династия Омейядов, к которой он принадлежит, отстранена от власти. Мерван с войском поспешил в столицу Халифата; вскоре он погиб. Дагестанские земли тут же прекратили выплату страшного налога и всякие связи с Дербентом, в котором то и дело менялись «властители». Одновременно разваливалась вся система страны халифатской границы.
Также, Дидо упоминается как одно из нахских племён, которое входило в союз аланов.
В XI веке, правитель Кахетии и Эретии Квиреки III Великий объявил себя самодержцем Грузии и назначил своих правителей в Тианстию, Тушетию, Дидоитию, Дурдзукетию, Глигвию, и другие. А в 1190-е годы вайнахские (дурдзукские) князья вместе с войсками грузинского полководца Иоанна Мкаргдзели в течение трех месяцев усмиряла восставших дагестанских горцев-дидойцев. В 1212 году вайнахи снова приняли участие в усмирении дидойцев.

В историческом контексте негативное влияние на дидойцев оказало Хунзахское ханство. Это влияние ослабило дидойцев..

Флаг дидойцев

### Дидойцы (цунтинцы) и Ислам
В 1475 году был исламизирован один из центров аварского христианства — Гидатль (Шамильский район). Ещё Али Каяев писал, что неоднократно встречались памятные записи, свидетельствующие о том, что ислам в Гидатле был принят в 880 г. хиджры (1475 г.). Позже А. Р. Шихсаидов ввёл в научный оборот надпись на могильной плите распространителя ислама — местного жителя хаджи Удурата: «Владелец этого камня Хаджи Удурат, распространился от него ислам среди жителей Гидатля в 880 г.». Вскоре после исламизации Гидатля, он сам стал центром по распространению ислама на левобережье реки Авар-ор (Аварское Койсу), а также в бассейне реки Анди-ор (Андийское Койсу), то есть в современном Цумадинском районе — западной Аварии. К концу XVII в. всё население этого региона уже исповедовало ислам.
Одновременно из центральной Аварии началось распространение ислама и в южную его часть и в частности на территорию Анкратля (Тляратинского района РД). Важными свидетельствами этого процесса являются обнаруженные здесь автором эпитафии проповедников ислама. Распространение здесь ислама, согласно устным преданиям, происходило из двух газийских центров: Хунзаха и Кумуха (через Тленсерух). Местные арабоязычные письменные источники («История Тледока») содержат интересную информацию об исламизации карахского ущелья (1435-36 гг.) в Чародинском районе и верховий реки Джурмут в Тляратинском районе: «два корейшита — Султанахмад и Алибек — пришли к селению Куруш, (в котором] находился его владетель. Они оба простояли вокруг него три месяца. После того, при помощи всевышнего Аллаха, вдвоём завоевали его и овладели вдвоём же вилайатом Карах. Они вдвоём пришли затем в вилайат Семиземелье (Анкратль — Ш. Х.) и завоевали его силой, после войн и многих убийств». Хроника также говорит о завладении ущельем Бугнада (селения Гиндиб и Кардиб, неправильно идентифицированные авторами перевода как Тиндиб и Кедиб в Цумадинском районе) и том, что руководители газийских отрядов («корейшиты» Султанахмад, Алибек и Мирзабек) осели в завоёванных ими землях.
Датировать процесс смены религий в этом регионе помогает также обнаруженная автором в Чороде (самое нижнее селение в Джурмуте, в 2 км от Салды) надмогильная плита первого, по преданиям, мусульманина в этих краях. Это могила местного жителя, принявшего первым ислам и далее уже ставшего его проповедником на своей малой родине. Учил Сами (авар. — «Сами, сын Учи») судя по эпитафии умер в 991 году хиджры (начался 24 января 1583 г.). Среди проповедников, что интересно, есть и газии из других регионов, называемые часто арабами из Шама (Сирии), Мисра (Египта) и Хиджаза (Саудовская Аравия). Среди последних — шейх Султан, умерший в 960 г.х. (начался 27 декабря 1552 г.) и похороненный в сел. Тлярата — административном центре одноимённого района.
Для рассматриваемой нами темы небезынтересно письмо амира Али-бека к анцухцам, датированное Т. М. Айтберовым XV веком: «Надеюсь, что вы великодушно разведаете у непокорных кидеринцев (Кидеро, административный центр Цунтинского района — Ш. Х.) относительно принятия [ими] ислама, взятия д.вира (дибира, то есть муллы — Ш. Х.) и отдачи документа нам добровольно, до наступления полков и сбора войск. Если они примут [ислам], то [пусть] так [и живут себе], а если нет, то вы объявите им, что я приду с войсками, против которых им не устоять». Вероятно, попытка Али-бека была неудачна, поскольку даже в 1640 году жители тех мест были язычниками, которых кахетинский царь Теймураз пытался «отвратить» от «идолослужения». Из письма можно сделать вывод как об исламизации Анцуха (включал на тот момент северную часть Тляратинского района и Бежтинский участок) к XV в., так и о его попытках распространить ислам в Цунтинском районе. Отметим, что селение Кидеро находится сразу за гинухским перевалом, которое соединяет его с Бежтой и Анцухом. Поэтому вполне логично стремление анцухцев начать исламизацию Цунты именно с Кидеро.
К началу XVIII в. ислам приняло население Шаитлинского ущелья, а также селения Сагада, Тляцуда и Хамаитли, то есть северная часть Цунтинского района. Где-то в середине XVIII в. исламизировались и селения центральной Цунты — Мокок (1760-е гг.), Кидеро и другие общины. В конце XVIII в. последние бастионы язычества — крупные селения Асах и Хутрах, также принимают ислам. Процесс исламизации носил в крае характер цепной реакции. Если мококцы приняли ислам от тляцудинцев, то в дальнейшем сами мококцы приобщили к исламу асахцев, которые в дальнейшем стали распространителями ислама в своем ущелье. Во всей Цунте осталось только одно немусульманское селение — Терутли. Оно расположено в верховьях Асахского ущелья, на границе с Тушети. В начале XIX в. асахцы неоднократно пытались распространить ислам в Терутли мирным путем, что им не удалось. Тогда Терутли был взят штурмом, его жители для скорейшей исламизации переселены в Асах, а само селение было сожжено.
Таким образом, к началу 1820-х годов приняло ислам последнее аварское селение. Тем самым завершился процесс исламизации аварцев, затянувшийся на целое тысячелетие (если исходить из того, что первые мусульмане среди аварцев Закавказья, вероятно, появились в результате арабских походов конца I тыс.). На примере исламизации Аварии мы видим сложность и противоречивость этого процесса на Восточном Кавказе, который осуществлялся как мирным путем, так и в результате завоевательных походов газиев.
Предания народной старины, дошедшие до нас, содержат определённые сведения о последовательности принятия Ислама селениями Цунттнского района. Предания гласят, что мококцы приняли Ислам у жителей селения Тляцуда. Асахцы в свою очередь приняли Ислам у мококцев. Рассказывают, что жители селения Асах тайно снарядили разведчика в селение Мокок, чтобы разузнать что-нибудь об их новой религии. Вернувшись назад, посыльный доложил: «Покричал, позвал, столпились, собрались, нагнулись, поднялись, туда посмотрели, сюда поглядели и разошлись».
В недавно обнаруженной рукописи, авторство которой принадлежит дагестанскому ученому, кадию Аварского округа Умару аль-Мугухи (ум. 1317 х/1899 г), приводится интересный отрывок о распространении Ислама в Цунта:
«Они (Али-бек и Султан-Ахмад) также обязали анцухцев вести священную войну (джихад) против жителей области Цунтал до тех пор, пока те не примут ислам и не станут исполнять все нормы [шариата] или же не станут покорно выплачивать джизйу. Жители области Анцух согласились во главе всей области Анкратль вести дело джихада, а Султан-Ахмад и Али-бек, поручив анцухцам все дела общества Анкратль, вернулись обратно (в Тлярош). После чего они (анцухцы) вместе со всем войском остального Анкратля начали вести священную войну с областью Цунтал. С помощью Всевышнего они в конце концов завоевали земли цунтинцев и наложили на каждый дом их джизйу и харадж. Об этом было известно в народе. Исключение составили Мокок (Мокъокъ) и Шаитли (Шайикь), так как они поддержали анкратлинцев и оказали им радушное гостеприимство, когда те шли через них в поход и возвращались обратно. Затем они (анкратлинцы) построили там (в области Цунтал) мечети, назначили над ними кадиев и правителей, установили среди них нормы и весы шариата»[6].
Шаитли — самое верхнее по течению реки селение в Шаитлинском ущелье, которое граничит на юге с Бежтой. Указание данного селения в качестве одного из опорных центров газиев на территории Цунты показывает, что анцухцам (бежтинцам) не удалось обратить в ислам кидеринцев, которые расселены к западу от них — через Гинухский перевал. В результате анцухцам пришлось с помощью шаитлинцев проникнуть в одноимённое ущелье. Отсюда они, вероятно, спустились в центр Цунты — сел. Мокок, которое стало местным газийским центром.
В «Истории Анкратля» говорится о том, что переговоры между газиями и анцухцами завершились добровольным принятием ими ислама в 881 г.х. (начался 4.05.1476 г.), то есть через год после исламизации карахцев. Более того, согласно выдвинутому анцухцами условию, они отныне становились основным оплотом газийских отрядов, значительная часть которых формировалась уже из их числа.
Таким образом можно предположить, что уже во второй половине 16-го века Шаитлинцы были мусульманами.
Известные алимы Цунтинского района
Курамухаммад-хаджи Рамазанов (с. Зехида), Мухаммадрасул из Сагада, Махди-хаджи Абидов (с. Цебари), Абдулкарим-хаджи, имам г. Буйнакск (с. Генух), Хусейн-афанди и др.

### Дидойцы (цунтинцы) в составе имамата Шамиля
Отрывок из расшифровки и описания карты имамата Шамиля, составленной Хаджи Йусуфом Сафар-Заде на 27 Мухаррама 1273 г.х. (1857 г.)
«Третье мудирство, расположено „между реками Андийское койсу и Аварское койсу“. В его состав входят одиннадцать наибст.
16. „Участок Цунта (ژنطه): Наиб Хаджияв; конных 100, пеших 350, всего 450“. По левому берегу р. Метлюта отмечены „хутора Цунта“, с. Кидеро (كدر), по правому — сс. Шаитль (شيطل), Гениятль (كنيل), Китури (كطله) и одно не идентифицированное нами селение. Вероятно, в состав данного наибства входили также сс. Хупро и Асах, включенные автором карты в Ункратль».
(Далее идут): участки Антратль, Анцух, Тинди, Карата, Тлурутли, Хунзах, Арадерих, Гоцатль, Унцукуль, Аракани.

### Участие дидойцев (цунтинцев) в военных сражениях, битвах, восстаниях и набегах
Отношения цезов (цунтинцев) и грузин
Платон Иоселиани писал в книге «Путевые записки по Дагестану. В 1861 году», (стр. 92): «От нашествия грузин преимущественно пострадало [село] Хупра. Зато, сколько раз грозный меч дидойцев (цунтинцев) поражал последних царей грузинских за дерзновенные свои попытки покорить дидойцев, беспокоивших разбоями и опустошавших Кахетию. Их ловкость в бою, отчаянная храбрость и жестокость, с какою они обходились с пленными, приводили в ужас и трепет народ грузинский. Чувство самостоятельности внушало им, к отстранению грузинского господства, сохранить крепко свои предания, верования, обычаи и вообще всю духовно-нравственную жизнь».
Цези (цунтинцы) во время Кавказской войны
Зять имама Шамиля, Абдур-Рахман Газикумухский (1837—1901 гг.) писал в своей книге «Книга воспоминаний»: «Известными меткими стрелками из ружей у нас были согратлинцы, чохцы, унцукульцы, цунтинцы и оротинцы. Особо отличались жители цунтинских селений, так как они охотники по ремеслу своему. Жители других селений были посредственны в стрельбе».
Также Абдур-Рахман Газикумухский писал там же: «Цунтинцы, хотя и не были воинственными (в смысле орудия войны), однако они смелые, решительные и испытанные в боях люди. Особенно, когда выходят на Грузию. Они захватили у них больше всех опорных пунктов, совершая на них нападения. И сам Шамиль тоже во время своего похода на Сабьи захватил княгинь и жен Чавчавадзе и Орбелиани».

Там же Абдур-Рахман Газикумухский писал: «В старину среди цунтинцев были известные предводители, которые во время набегов в Грузию пригоняли скот и рабов. Теперь много метких стрелков, особенно при сборе ополчения…» 

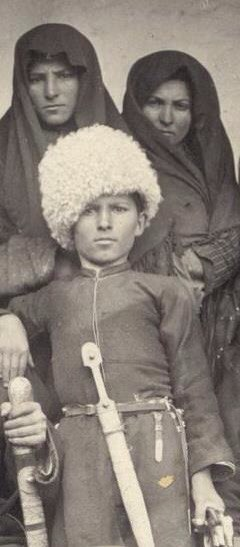
Цунтинский мальчик с родственницами

Иманмухаммад Гигатлинский пишет в своей Хронике: «Известия обо всем том, что произошло при Унцукуле, а также о других победах, дошли вскоре до жителей ряда округов. Они достигли их ушей. Находились же в числе таковых следующие единицы: округ гидатлинцев (гьид), Карах (Къарапал), Тлурутль-мукх (Къурукъ мухъ), Анцух (Ансухъ), Андалал (Пандалал), Тленсерух (Кьенсер), Антль-ратль (Анкъ-ракъ), Таш и Цунта (Ц1унт1а). Когда узнали они — гидатлинцы, карахцы, тлюрутль-мукхцы, анцухцы, андалальцы, тленсерухцы, антль-ратлинцы, ташцы (ташал) и цунтинцы — о том, что упомянуто выше, то у лицемеров, из числа их, сердца как бы подлетели в воздух; сила их превратилась тут в пыль. Данная человеческая категория, то есть лицемеры, готова, вроде бы, уже была к тому, чтобы бежать из родных мест. Так бы они, наверное, и поступили, если бы только нашли помощников себе, но более сильных, чем Аллах! Поэтому перечисленные выше единицы, — Гидатль, Карах, Тлюрутль-мукх, Анцух, Андалал, Тленсерух, Антль-ратль, Таш и Цунта — причем вместе со своими лицемерами, и обратились тогда с просьбой к Шамилю. Суть её заключалась в том, чтобы ввел бы имам их под крыло своей милости и, наведя у них порядок, включил бы их в число своих подданных (таби). Шамиль принял эту просьбу — исходила она, как уже отмечалось, от гидатлинцев, карахцев, тлюрутль- мукхцев, анцухцев, андалальцев, тленсерухцев, антльратлинцев, ташцев и цунтинцев — и произвел тогда же соответствующие назначения. Над гидатлинцами назначил Шамиль правителем телетлинца Кебедмухаммада (Къебед…). Наибство в Андалале вручил он Инкав-хаджияву Чохскому (Гӏинкьав — …). Над Тлюрутль-мукхом, — не включая тут, правда, Голотль (Гъакъал), — а также над Ассабом (Пассал), Тлянубом (Лъанал), Цекобом (Цӏекӏал) и Ратлубом (Ригьикъ), поставил тогда имам одного человека. Это был мулла (кади) Шуаиб Батлухский. Над карахцами поставил имам Умариль Мухаммада Карахского. Над Анцухом поставил Адалава Анцухского. Над цунтинцами поставил Ибрахима Мококского (Мокъокъ). Над Антль-ратлем и Ташем поставил Шамиль катехского (кӏитӏихь) мухаджира по имени Мухаммадали — голодинца (гъолода), который был сыном Батрака (Батӏракь). Над Тленсерухом поставил тленсерухца Абдуллу Нукушского (Нукъуш). После всего того, число шамилевских наибов поднялось до тридцати пяти человек. Так получается, если считать следующим образом: начиная от наиба Чупалава Ачаннийского и вплоть до наиба Абдуллы Нукушского».
Поход имама Шамиля в Кахетию вместе с цунтинцами
Хаджи-Али Чохский (1817—1895 гг.) писал в книге «Сказание очевидца о Шамиле»:
«Шамиль давно собирался предпринять поход в Грузию, склоняясь на просьбы жителей Цунта и Тинди, отцы которых прежде были во вражде с грузинами. Однако же он не мог предпринять поход, потому что русские отвлекли его. В 1270 (1853) г. Омар-Паша, достигнув Кутаиса, прислал к Шамилю письмо, чтобы он со всеми силами пришел соединиться с ним. Шамиль выступил с 1500 чел. и тремя орудиями из Даргов и остановился в Зунуб-Каритля, что около Караты. Здесь собрались все наибы Дагестана и Чечни. Шамиль никому не объявлял цель похода. Через 3 дня войска двинулись к селению Хуштада, а потом в сел. Тинда, потом в Цунта. Шамиль с войском прибыл к башне, что на горе по дороге в Грузию (занимаемой грузинами-милиционерами). С этой возвышенности Шамиль послал сына своего Гази-Мухаммада с 7-ю тысячами на плоскость Грузии, а Даниял-Султана с 5-ю тысячами послал в Шильды. Сам же с остальным войском расположился у башни. При восходе солнца Даниял с пехотой вошел в Шильды. Здесь произошло сражение, в котором был убит наиб Цунты Хаджи-Мухаммад Тиндинский и другие, около 40 человек и 60 ранено. Гази-Мухаммад направился к Алазани с конницею, ограбил некоторые селения на возвышенностях перед Шильдами, где и провели ночь. На другой день они от Шамиля получили предписание переправиться с конницей через Алазань. Гази-Мухаммад собрал всех наибов, сделал всем наставления. Оставив конных и пеших в тесном месте на дороге в Шильду, с остальным войском переправился через Алазань. Цунтинцы были впереди и с ними армянин Муса, который знал дом князя Чавчавадзе. По указанию Мусы войско двинулось в Цининдалы, где ограбив дом князя Чавчавадзе, взяв в плен княгинь, других женщин, детей, с радостью возвратились. На обратном пути, увидев, что русские заняли переправу через Алазань, они отступили и переправились в другом месте. Потом они увидели, что место, где была оставлена пехота, занято русскими, и когда они стали приближаться, то русские встретили их залпами из орудий. Горцы отступили по дороге к Кварели и провели ночь в лесу между Шильдою и Кварели. На другой день русские оставили дорогу и возвратились в укрепление Кварели, а горцы, достигнув Шилыды, провели там ночь. Много мусульман было убито. При отступлении горцы растеряли много тел убитых, раненых, много скота и других вещей. В это время мы услышали, что генерал, находящийся в Закаталах, двинул на них с двух сторон войска и с гор, и с равнины. Если бы не получили этого сведения, то горцы напали бы на другой день на Телав. Наибы напугались русских и поднялись в горы к Шамилю. В это время Шамиль взял те две башни, у которых находился грузинский князь, который там был начальником и сдался военнопленным с 35-ю человеками. Шамиль приказал вывести из башни всех грузин и успокоил там пленных княгинь и детей. В числе пленных была старая француженка. Грузинский князь просил меня, чтобы я попросил Шамиля позволения угостить их чаем и тем, что было у него. Ему было дозволено. Шамиль хотел оставаться там более 2-х месяцев, но услышав, что закатальский генерал идет на них, по просьбе наибов возвратился в Дарго, написав письмо Омар-Паше следующего содержания: „Я выходил к вам навстречу с сильным войском, но невозможно было наше соединение по причине сражения, бывшего между нами и грузинским князем. Мы отбили у них стада, имение, жен и детей, покорили их крепости с большою добычею и торжеством возвратились домой, так радуйтесь и вы!“.
На возвратном пути Шамиль позволил грузинскому князю провожать пленных княгинь; по приезде же в Дарго, Шамиль посадил его в темницу, а пленных поместил в своем дворце, где и содержал их как им было угодно».
Письмо дагестанцев царским генералам Гурко и Клюгенау
В 1844 году от джамаатов цунтинцев, гунибцев, багвалинцев, келебцев, кахибцев, карахцев, андалальцев, койсубулинцев и хунзахцев было написано письмо царским генералам Гурко и Клюки фон Клюгенау, находящимся в Дагестане: «С того времени, когда ваши поганные ноги ступили на нашу землю, вы обманывали людей. Это непорядочно для людей, приближенных к великому императору. Вы захватываете наши имения, сжигаете наши села, наших людей берете в заложники, держите в плену. Мы долго терпели это. У нас не было оружия в нужном количестве, не было запаса боеприпасов. Среди нас были дурные люди, которые из-за соблазнов этого тленного мира подчинились вам. Хоть мы и служили вам, вы угнетали наш народ. Хоть и были полны великой ненавистью к вам, мы вели себя спокойно. Не имея возможности противостоять насилию, покаявшись, мы молились Всевышнему Аллаху, чтобы он избавил нас от вашего гнета. Хоть мы и бедны, не имеем больших средств, мы объединились, стали ковать и отливать оружие, мы выступили против вас, следуя Шариату. С этого времени между нами не будет ничего, кроме обнаженной сабли и открытой вражды. Поэтому вам лучше как можно раньше убраться с нашей земли. Вы не думайте, что мы отступим, испугавшись вас. Мы поклялись, положа руку на Коран, воевать против вас, пока вы не уберетесь с нашей земли или мы не погибнем шахидами. Нет другой силы спасения, кроме могущества Аллаха». (Из книги «Имам Шамиль» Мухаммада Гамзаева, стр. 140)
На обороте подлинного письма приложена именная печать следующих лиц: Хаджи-Мухаммад, бывший андалальский кадий, Джамал Чиркеевский, Дибир-Али, Хаджи-Мухаммад с приложением между оными 14 безымянных пальцев.
Оборона Согратля и цунтинцы (дидойцы)
«Вскоре царское правительство смогло подавить все очаги восстания [1877 года]. Осталось селение Согратль, где заперлись организаторы восстания, в том числе Абдуррахман Сугури, Мухаммад-хаджи (4-й имам), Алибек Гаджи, Умма Дуев, дада Задмаев, Ника-кади и др. В обороне Согратля активное участие принимала также группа дидойцев (цунтинцев) под руководством дидойского вожака Хархарилава. Когда после первого дня обороны (2 ноября) среди защитников возникло разногласие по поводу продолжения борьбы, дидойцы во главе с имамом Мухаммадом-хаджи решительно настаивали стоять до конца. После подавления восстания Абдурахман Сугури оставил запись, где особо отмечает беспримерный героизм и мужество дидойцев. По его словам, когда после полного разрушения селения большинство защитников прекратили борьбу и пошли с повинной к кн. Меликову, дидойцы ещё два дня держали оборону селения, пока все до единого не пали под его развалинами».
О событиях в Цунта во время восстания 1877 года.
Али-кади Салтинский (вт. пол. XIX в.) писал о восстании 1877 года: «…Жители селений Цунта объявили [об установлении] шариата, сплотившись по призыву их мужественного предводителя Гара (Гъара) Хаджиява. После они совершили набег на тушин [с целью получения добычи], и, захватив отары овец, пригнали в Цунта. Этих овец оказалось так много, что трудно было сосчитать. Таким образом, когда они пребывали в неописуемой радости от великой помощи Всевышнего, на них двинулись русские вместе с содействующими им мусульманами из числа горцев и жителей равнин из селений, входящих в округ генерала (йинарал), который [находился] в крепости Шура. А их [цунтинцев] наиб учёный Дибир, сын Инквачилава сбежал от них, когда те объявили [об установлении] шариата. И вот когда неверные подошли к ним, то они заключили с ними мир и сдались, кроме жителей селения Асах (Г1асакълиб). Они укрывшись в своих домах, подготовились принять бой. Тогда неверные и бывшие с ними мусульмане, бросились на них, и между обеими сторонами завязался ожесточенный бой. Жители того селения убили большое количество неверных из числа грузин и других, а также из мусульман, бывших на стороне [русских]. Затем много мужчин селения сбежали. В числе тех, кто спасся бегством, оказался их предводитель хаджий Гара. А те, кто остался вместе со своими женами и детьми, собрались в одном доме и продолжали оказывать отчаянное сопротивление. И жены бились наряду со своими мужьями. В конце, когда силы у них вконец ослабели, то женщины вышли на крышу той сакли, и громко читая зикр (Ля илляха илля-Ллах!), начали ходить кругами по ней с намерением умереть раньше своих мужей. Рассказывали, что в тот момент эти женщины, обратившись лицом к неверным, кричали: „Бросайте в нас пики, да проклянет вас Аллах!“, они (женщины) все были убиты. После этого неверные, уже не зная как справиться с мюридами, укрывшимися в сакле, подпалили её. Тогда оставшиеся в ней правоверные вынуждены были выбираться оттуда. Их было около шести мужчин и все они пали мучениками. Рассказывают также, что в углу того дома были обнаружены двое спрятавшихся детей, [которые] остались в живых. Тела их были обожжены, они плакали, зовя своих родителей. Один тушинец взял их в плен и забрал с собой. Затем неверные захватили в плен всех жителей села, находившихся вне той сакли, включая мужчин, женщин, детей и отправили в крепость Шуру. Они разграбили все имущество, разрушили село и предали его огню. Они (мусульмане) оказались в таком положении, которому поразился бы всякий правоверный, и дела у них обстояли даже хуже того, что я описал».
Эпизод из восстания Наджмуддина Гоцинского.
«Ботлихский отряд, двигаясь вверх по Андийскому Койсу, 23 сентября занял Хваршинское ущелье, селение Хварши и высоты Богосского хребта. Здесь наступавшим силам „Боевого нагорного участка“ дорогу преградила застава, выставленная дидойцами (цунтинцами) из числа своих стрелков. Дидойские охотники, заняв господствующие высоты перевала, подвергли наступавших красноармейцев и красных партизан сокрушительному обстрелу. Огонь дидойских охотников был настолько интенсивным и прицельным, что вынудил сильно поредевшего противника очистить Хваршинское ущелье. Между тем другая часть „Боевого нагорного участка“ под командованием командира батальона Давыдова и военкома Кундухова, продвигавшаяся по Андийскому Койсу, была остановлена дидойцами недалеко от селения Сагада у урочища „Царатль“ и разбита наголову. Мрачное ущелье Андийского Койсу было усеяно трупами красных партизан, которых после расстрела раздевали и выбрасывали в Койсу. После этой кровавой трагедии жители селений ниже по течению Андийского Койсу много дней обозревали плывущие по реке тела красноармейцев и красных партизан».
Как цунтинцы взяли крепость Ботлих
«Рачӏун ТIанусире, ГIободе, ГIахьалчӏире швана цӏунтӏадерил муридзаби. Гьез Болъихъ хъала бахъун рагӏула гарнизоналъул ракӏал рихулел гӏасиял гьаркьалги гьарун. Гьаркьалги, цо-цояс цо-цо гьаракь гьабун гуребха, цо-цояс цого заманалда кlи-кlи гьаракь гьабун. Цо чияс цого заманалда кlиго гьаракь кин гьабулебан ракlалде ккезе бегьула. Амма, гьеб гьабулеб куц цlунтlадерил муридзабазда лъалеб буго: „гlиву-гlаву“. ЦIунтlадерил шунусго муридас „гlиву“ ахlани, шунусго гьаракь ккола, гьебго заманаялъ „гlавуги“ хадуб гъезабуни, азарго гьаракь лъугьуна. Гьел гьаркьал гарнизон хlинкъизабизе гьечlел гьаркьалищ ругел? Рекlелъе хlинкъи ккезабун хадуб, вакилзаби ритlана, къотlаби гьаруна, ва Къуръаналда кверги лъун гьедана. Гьеб „гӏиву-гӏавуялъ“ бахъун рагӏула гьаз Болъихъ хъала».
Осада Хунзаха цунтинцами
В крепости Хунзах располагалась так называемая Ударная группа, состоящая из стрелков 32-й дивизии, 2-й бригады московских курсантов и 14-й дивизии Красной Армии под командованием А.Тодорского. Военным комиссаром был председатель ВЧК Дагестана Н. Самурский.
Штаб командования повстанцев Хунзахского направления располагался в селении Тануси. Осада селения Хунзах и его крепости возлагалась на дидойцев (цунтинцев). В течение декабря 1920 года дидойцы прилагали огромные усилия, чтобы занять крепость. Однако все попытки оставались безуспешными. Тогда командование приняло решение:
«Аслиял къуватал Хунзахъ шагьаралде т1аде рехизе, гьебги бахъун, кисанго т1аде нухги къотун, хъалаялъул гарнизон бакъуца хвезабизе. Хунзахъ шагьаралде т1аде балагьараб Гурукьилан абулеб Чупановазул колот1а ц1унт1адерил чанахъабазул къокъаги лъун, г1адан, х1айван, г1анк1у-х1елеко къват1ире раккизе толел рук1инч1о».
Один из непосредственных участников этих событий вспоминает: «Дидойские охотники занимали позиции на высотах вокруг крепости и стреляли в каждого, кто появлялся на улицах села. Многие погибли здесь от пуль бандитов. Так мы провели месяц» (Из воспоминаний Атаева Абдулкадыра. Гьудуллъи. 1957. № 1. С.15-17). Другой участник тех же событий был более поэтичен. Он писал:
«Аварагзабазул ц1аралги рахъун,

Ц1унт1аса жабулал гьедун раг1ула,

Биун месед т1ураб Хундерил т1алт1а

Т1ат1ала лъун гамач1 тезе гьеч1илан»
Упоминание цунтинцев в боевых песнях аварцев
Из песни Ч1охъ хъала бахъи / «Взятие крепости Чох»:
«Туманк1уе ц1акъал, х1инкъи — къай гьеч1ел,

Бац1ил т1анч1и г1адал, гъалбац1ал г1адал,

Гъира рагъде бугеб, мурад хвел бугел

Хунзгун ц1унт1ал щвана щвараб г1ор г1адин».

«Меткие в стрельбе, не ведающие страха,

Как сущие волчата, как львы они,

В бой стремящиеся, готовые умереть —

Подоспели хунзахцы и цунтинцы, как бурлящая река».
Энциклопедический словарь Брокгауза и Ефрона, издававшийся в конце XIX — начале XX веков, называет дидойцев обществом в Нагорном Дагестане. В 1857 году генерал И. А. Вревский предпринял две экспедиции против непокорных дидойцев. В следующем году он снова выступил туда и, разорив до основания горские аулы, взял штурмом три каменных укрепления с орудиями. В литературном и общественно-политическом журнале «Отечественные записки» от 1859 года приводится такое описание действий русских войск:

Принявший начальство над отрядом полковник Карганов, по приказанию генерала Вревского, предпринял поход в Дидо, с целью разорить там жилища горцев и тем кончить военные действия 1858 года. Не вдаваясь в подробное описание этой экспедиции, скажем только, что весь поход этот продолжался с 23 по 30 августа. В течение одной недели дидойское общество, житница всего Анкратского Союза, обращена была в груду камней и пепла: 23 аула, все хлеба и посевы были совершенно истреблены. Семейства дидойцев, скитавшиеся в течение трех месяцев в лесах и ущельях и претерпевшие все возможные лишения, нашли в своих аулах одни только дымящиеся развалины. Дидойцы, лишившись своих жилищ, имущества и всех посевов, понесли весьма значительную потерю убитыми и ранеными. Более тысячи душ перешло в наши пределы, а остальные или должны прибегнуть к защите нашего правительства, или же оставить вовсе вековые свои жилища и выселиться вглубь Дагестана.

ЭСБЭ даёт краткую историю:

Дидойцы были вполне независимы до 1858 г., когда отряд генерал-лейтенанта барона Вревского заставил их подчиниться русской власти и часть их была выселена в Кахетию. В 1859 году они окончательно изъявили покорность России, выслав к главнокомандующему депутацию.
.

>

### Современность

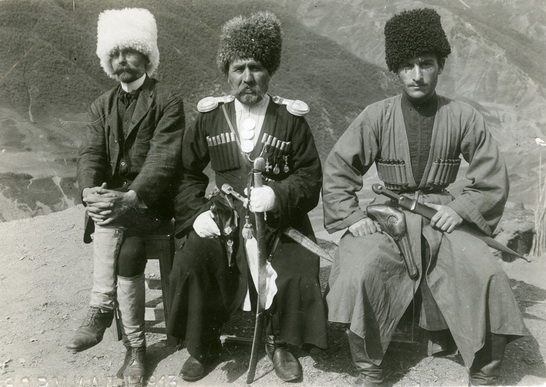
А. К. Сержпутовский (слева) и наиб Джабо (посередине)

Белорусский учёный Александр Казимирович Сержпутовский, побывавший в 1911 году в нынешнем Цунтинском районе отмечал в своем докладе, прочитанном в Русском музее (Санкт-Петербург), что в дидойском лексиконе нет бранных слов. «Дидои не любят плоских шуток, нецензурных намеков и вообще порнографических выражений. Они отличаются и в этом отношении превосходят даже высоко культурные народы».
Исследователь А. К. Сержпутовский также подчеркивал, что значительное внимание у дидойцев уделялось головному убору. «Можно носить лохмотья или только клочки одежды, но нельзя показываться другим без головного убора или без кинжала. Здесь можно видеть красивые и дорогие папахи. Наряду с оружием и сбруей, папахи украшают стены сакли».
Путешествовавший по Западному Дагестану в 1901 г. Карл Ган записал: «В ауле Китури несколько женщин, без всякого повода с нашей стороны, грозно подняли на нас кулаки, желая показать свою ненависть к гяурам. В этом же ауле Мерцбахер и его тирольские проводники в 1892 году подверглись нападению со стороны сорока и больше женщин, которых сопровождавший его пристав и всадники должны были разогнать плетьми». Также он писал: «Когда дидойские женщины с своими развевающимися красными мантиями убегают от ненавистных гяуров или когда они стоят среди зеленых полей и ветер раздувает их мантии и на солнце сверкают монеты на голове, то издали можно подумать, что имеешь дело с древними героями в блестящих шлемах и в воинственном одеянии».
По переписи 1926 года в СССР проживало 3276 дидоев (то есть дидойцев/цезов).
В 1944 году, после депортации чеченцев и упразднения Чечено-Ингушской АССР, практически все дидойцы были переселены из Цунтинского района в присоединённый к Дагестану Веденский район, причём во время депортации, по разным данным, от 50 до 70 % дидойцев умерли от малярии, голода и холода. После реабилитации чеченцев и ингушей в 1957 году переселенцы были возвращены обратно в Дагестан.
По переписи 2002 года, в России проживало 15 256 дидойцев, которые были учтены как этническая группа в составе аварцев. Перепись 2010 года зафиксировала в стране 11 683 дидойца.
С 1930-х годов дидойцы были официально включены в состав аварцев. Ученый РАН С. А. Лугуев констатирует, что все большее количество дидойцев, так же как и других андо-цезов «признает себя частью аварского народа».
В течение последних 15 лет дидойцы пытаются добиться в органах государственного управления РФ и РД восстановления исторической справедливости по двум вопросам:
1. Придание дидойцам статуса репрессированного народа РФ.
2. Признать дидойцев отдельным коренным малочисленным народом РФ и создать письменность языка

По словам советского и российского лингвиста, профессора М. Халилова, он ранее сталкивался с желанием некоторых чиновников убрать из переписных листов «малые народы». Чиновники утверждали что: «Вы разобщаете нас, мы единый народ», и старались, чтобы малые народности не фиксировались как самостоятельные этносы в переписях.
М. Халилов сообщает. что около 80 % малых народов желают идентифицировать себя со своим этносом и в 2021 году досрочно прошла перепись Цунтинском районе в котором практически все указали свою национальность — дидойцы или цезы, а не аварцы.

## Язык
Говорят на цезском языке, который относится к цезской подгруппе аваро-андо-цезской ветви нахско-дагестанской языковой семьи. Языки этой подгруппы сохранили много черт, характерных для древнего восточно-кавказского языка. Цезский язык наиболее близок к гинухскому языку. В 1993 году был издан цезский букварь. Среди Дидойцев распространен аварский, русский и частично чеченский языки.

## Быт

### Занятия и традиции
ЭСБЭ так описывал быт цезов:

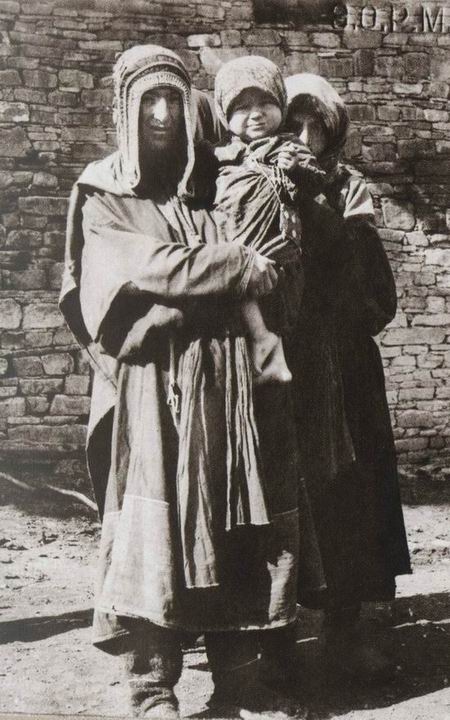
Жители селения Кидеро. Фотограф А. К. Сержпутовский.1911 г.

Дидойцы занимаются по преимуществу скотоводством; в летние месяцы пасут свой скот на самых высоких местах вблизи вечных снегов. Охота за турами — их излюбленное развлечение.

Традиционные занятия: отгонное животноводство, главным образом овцеводство; пашенное земледелие (ячмень, рожь, пшеница, овёс, полба, бобовые, с конца XIX века — кукуруза, картофель). Было развито сукноделие, выработка кож и овчины, кузнечное ремесло, выделка деревянной утвари. Распространены отхожие промыслы. В советский период значительно увеличены площади под зерновые, получили развитие садоводство и овощеводство, главным образом на Кумыкской плоскости, куда переселилась часть дидойцев. На аварском и цезском языках передаются пословицы, поговорки, загадки, песни, сказки, плачи, колыбельные и др. Характерны увеселительные собрания по половозрастному принципу в осенне-зимний период. Сохранились пережитки культов земли, неба, светил, огня, гор, рек, лесов, родников и др., анимистических, тотемических представлений, веры в магию и т. д., верований, связанных с культом Белого камня. Дидойцы были организованы в общины-джамааты, характерны кровнородственные союзы — тухумы. Преобладала малая семья, до 40-х годов XX века бытовали формы неразделённой семьи. Селения ступенчато-кучевые, укреплялись боевыми башнями. Основной тип жилища — прямоугольное в плане двух- и трёхэтажное каменное строение, первые этажи — хозяйственные службы, верхний этаж — жильё. Открытые лоджии с XIX века заменяются галереями. Крыши плоские, земляные, у отдельно стоящих домов и хозяйственных построек — двускатные.
Из дневниковых записей исследователей (сотрудников МАЭ А. Г. Данилина, Л. Э. Каруновской, К. Г. Данилиной), в середине 1920-х годов посетивших удалённый район Дагестана, населённый цезами (дидойцами):
«В постройке дома дидоев участвует все население аула… Один строит дом, пригласил на помощь. Вдруг вогнали в аул лошадей. Затем оседлали их в вьючные седла и поехали длинной вереницей в соседний аул за досками. Чтоб было веселей, им сопутствовали зурнач и барабанщик. Резкие звуки зурны и треск барабана, крики веселые, возгласы. Настроение приподнятое. Спустя некоторое время они вернулись. На каждой лошади кроме седока были привьючены по две доски, по одной с каждой стороны. Зурнач ехал увенчанный венком из зелени. Сзади него сидел барабанщик… Музыкой сопровождаются вообще все работы по постройке дома. Женщины носят в больших корзинах землю и камни, разминают глину; мужчины же кладут стены, приносят и укрепляют балки и т. п. А в это время расположившиеся на одной из крыш музыканты, окруженные детьми, непрерывно играют… Целый день до вечера шум и оживление в ауле. Из одного дома раздается особенный шум, пение, барабанный бой и дикий звук зурны. Это хозяин — строитель дома угощает всех, кто помогал ему… Битком набитая комната, сидели вдоль всех стен и толкались в сенях ещё… Стояла на полу посуда с бузой, на тарелках, которые держали на коленях, был сыр соленый и лепешки. Вот и все угощение. Прямо против входа были музыканты. Их игра нередко заглушалась неистовыми криками песни. Пели все… В одном углу группа молодежи, один из них держал ветки с нанизанными на ветвях несколькими скорлупами яйца (mečir). Это обычное явление, только нанизывают конфеты и пр. …Разнообразие: входят на четвереньках ряженые — „медведи“ в вывороченных шубах. У одного маска из красной материи наподобие птичьего клюва (пеликана), и он непрестанно щелкал им. Они имитировали борьбу, валялись на полу и т. д». [Очерк (А), л. 11 об.—12, 88—90 об.]